# 히구라시 토와
토와(영어: Higurashi Towa 일본어: 日暮 とわ, 日暮 永久 히구라시 토와[*])는 일본 만화가 타카하시 루미코의 네 번째 장편이자 시대극 액션 판타지 소년만화 《 이누야샤 (犬夜叉) 》의 애니메이션 한정 정식 후속작 《 반요 야샤히메 (半妖の夜叉姫) 》의 주인공이다. 주인공 3인 체제를 이루는 다른 두 명이자 쌍둥이 여동생 세츠나, 부계 사촌인 모로하와 함께 극 중 서사를 이끌게 된다. 작품의 제목인 "반요 야샤히메"는 토와를 비롯한 이들 주인공 삼인방을 지칭하는 말이다. 일본 성우는 마츠모토 송松本紗羅), 한국 성우는 이새아이다.

## 소개
평상시 모습은 싸움과 모험을 열렬히 좋아하고, 성 가브리엘 여학원에 다니는 레이와 시대의 호전적이고 쾌활한 여중생이지만 네노쿠비의 잔해가 기생한 시대수의 터널을 통해 현대로 넘어온 전국시대 최강의 대요괴 셋쇼마루와 한 인간 여성 사이에서 태어난 적장녀이다. 즉, 숙부 이누야샤와 똑같이 대요괴 아버지와 인간 어머니의 피가 1/2 섞인 반요 (半妖, half-demon)이다. 개 대장의 힘을 뛰어넘어 최강자의 경지에 오른 대요괴 셋쇼마루의 직계 혈통인 만큼 어지간한 요괴는 가뿐히 처바를 수 있다.

## 이름과 유래
토와(영구, 영원, 永久)는 일본어로 '영원'이라는 뜻으로 어떤 일이 끝없이 한없이 오래 계속되는 일, 시간을 초월하여 존재하고, 시간에 좌우되지 않고 무궁무진하게 이어지는 존재를 말한다. 동생 세츠나(찰나)의 이름이 지극히 짧은 시간, 어떤 일이나 상태가 이루어지는 바로 그때인 것과 정반대이다.

## 성격
말투와 억양, 행동이 쾌활하고 시원시원하며 한 번 다짐한 것을 미루지 않고 곧바로 실행에 옮기는 거침 없는 성격. 싸움과 무예, 도검 감상, 운동을 열렬히 좋아하고, 위험한 일에도 주저 없이 바로 뛰어드는 호승심 강하고 씩씩하며 대담한 대장부. 정정당당한 승리를 추구하고 오는 싸움과 도전을 피하지 않으며 지고는 절대로 못 숨쉰다. 어릴 때부터 자연의 숲과 계곡, 산을 누비며 신나게 뛰어놀았으며 세츠나를 전면으로 이끌고 동생을 위해 나무열매도 따줄 만큼 행동에 나서는 일에 매우 적극적이고 능동적이다. 자존심과 호전성의 부분에선 셋쇼마루를 닮아 눈앞의 도전자나 싸움을 그냥 피하지 않고 정면으로 맞붙는다.
대부분 요괴들의 특징이라 할 수 있는 호전성과 승부욕, 힘을 향한 갈망이 있지만, 한 편으론 자신이 진심으로 아끼는 현대의 가족들을 더할 나위 없이 지키려 하며, 생명을 아끼고 존중하는 인간의 상냥함도 지녔다. 토와의 이 상냥함은 히구라시 부부와 히구라시 할아버지와 양할머니, 메이, 친동생 세츠나와 연계되는 일에 선명하게 부각되며, 이 부분은 숙부이자 비슷한 처지인 이누야샤와도 상통된다. 친부 셋쇼마루는 나중에야 정신적인 깨우침을 이뤄 개심했지만 그 이전에는 수백살 넘은 성인 요괴인데도 링을 만나기 전까지는 자신 이외의 생명을 하등한 존재로 취급하던 피눈물 없는 냉혈한이었다. 공감 능력과 배려심, 다정함, 상냥함의 타고남과 정도는 토와가 확실히 우위에 서 있다.
이는 토와가 기본적으로 타인을 사랑하는 인간의 마음을 지닌 반요인 게 크게 작용했지만, 혈통보다도 성장 환경과 시대상의 비중이 더 크다. 토와는 문명 기술과 법치주의가 발달한 평화로운 현대에서 요물에 대해 시대를 초월한 포용력을 지닌 히구라시 가문의 따뜻한 애정과 보살핌 속에서 무난하게 성장했다. 마음씨 훌륭한 양부모와 양동생, 양증조할아버지, 양할머니의 편안한 의사소통 덕에 타인의 마음에 귀를 귀울이고 희노애락을 마음껏 드러낼 수 있는 밝고 따뜻한 자아를 확립할 수 있었다. 언니와 생이별한 것도 모자라 기억까지 빼앗긴 후 전국시대의 암울한 혼란기와 반요에 대한 주변의 멸시 속에서 10년을 고군분투한 끝에 독기를 품은 차갑고 무뚝뚝한 성격이 된 세츠나와 대비된다.
임기응변, 처세술도 뛰어나다. 누군가에게 붙잡힌 위기 상황에서도 침착하고 차분하게 평정심을 유지하며 신중하게 분위기를 살피고 행동에 들어간다. 처세술의 경우 후견인으로서 모든 책임을 지고 토와를 양육해온 소타가 토와에게 "사람들 앞에선 절대로 반요의 힘을 써선 안 된다."고 신신당부했기 때문이다. 반요임에도 현대 사회에 녹아들 수 있도록 탄탄히 교육시켜서, 본가 사람들을 제외하고는 다른 사람들로부터 반요의 정체를 철저히 숨겨왔고 수십년을 들키지 않았다. 평소에는 싸움질을 매우 잘하는 걸크러시 남장여자 컨셉으로 다니고 있다.
전국시대 출신이지만 시대수를 통과하고 히구라시 가에 입적한 뒤 4세부터 14세까지의 모든 10년을 현대에서 살아왔다. 그래서 지금 시대와 맞지 않는 호승심 넘치는 무인의 모습이나 전국시대의 향수를 그리워하는 마음만 빼면 기본적인 말투나 사고 및 행동 방식은 전형적인 현대의 여중생다운 모습이 베어 있으며 간단한 영어 표현을 구사할 수 있다. 1화 마지막 부분에서 세츠나와 모로하가 관동관령을 습격하여 포승줄을 풀어 구해주자 이들을 향해 "Thank you."라고 말한 것이 그 예시이다. 숙모 카고메가 그랬던 것처럼 현대의 이기나 정보를 활용하여 사건을 해결해나가는 모습을 보여준다. 차이점이 있다면 현대에서 자란 자신이 과거 시점에서 어떤 행동을 취하면 역사를 바꿀 수 있으리라는 인식의 유무이다. 카고메는 전국시대의 허허벌판에 그 시대 사람이 보면 어리둥절할 자전거와 컵라면을 대놓고 가져온다. 그와 달리 토와는 현대에서 살아봤기에 자신이 전국시대에 저지르는 사소한 행동 하나 하나가 타임 패러독스를 일으켜 돌이킬 수 없는 역사 개변이 일어날 위험성을 염두에 둔다. 그래서 현대의 물건은 평상복인 교복을 빼면 가져오지 않으며 전국시대일 때는 가급적이면 신중하게 행동하려고 한다. 1화 때 관동지방을 통치하는 최고권력자인 관령에게 붙잡혀 심문당할 때 관령의 보좌관이 모로하가 멋대로 가져온 역사 교과서를 보여주자, '하여간, 저 녀석(모로하)도 참. 쓸 데 없는 걸 가져와서 일을 벌린 다니까.'이라고 독백한다.

## 능력 및 전투력

### 신체 능력
반인반요다운 초월적인 신체 능력과 근력, 전투력, 반사신경, 내구도를 갖추었다. 그것도 센고쿠 시대 당시 서국을 지배한 전설의 대요괴 투아왕의 손녀이자 그 투아왕을 넘은 셋쇼마루의 피를 이은 직계 혈통이라 굉장히 강하다. 어릴 때부터 세츠나와 둘이서 자유자재로 나무 위로 가뿐히 뛰어오르고 착지했다. 현대에 넘어와 그 시대 일본에는 없는 여러 가지 실전 무술과 맨손 격투 등을 익히고 각종 내로라하는 무술 대회에서도 수많은 우승 상패와 금메달, 트로피를 휩쓴 전력이 있기에, 현대에서도 명성이 자자한 싸움꾼이다. 방 안에는 근력을 키우는 데 필요한 거대한 아령까지 비치해 두었다. 검술뿐만 아니라 맨손 격투에서도 삼인방 중에서 가장 폭넓은 기술적 활용도를 자랑한다. 그 힘은 세츠나와 대등하며, 토와가 비두근의 기생으로 전력을 발휘했을 때는 막상막하의 자매 싸움을 벌였다.
마음만 먹으면 주먹 한 방으로 살인이 날 위험이 있기에 반요임을 숨기고 살아야 하는 현대에서는 소타의 당부에 따라 최소한으로 낼 수 있는 파워만으로 불량배들을 상대하고 발라버린다.
다만 이는 삭이 아닐때의 이야기로 삭일때는 무력하다.

### 내성
독을 쓰는 요괴인 셋쇼마루의 딸답게 독에 대한 내성을 갖추고 있으나 일부 독에는 내성이 없다. 이는 동생인 세츠나도 공통사항으로 토와는 못 버티는 독을 세츠나가 견디기도 하고 그 반대의 경우도 있다.

### 요력
요력(妖力)도 엄청나다. 토와의 경우 본인만의 아이템인 하얀 무지갯빛 진주와 요력을 연계해 원하는 무기를 실체화시키는 폭넓은 운용이 가능하다. 검신이 부서진 명도 국화십문자에 최대치로 끌어올린 요력을 주입해 푸른 검날을 발생시킬 수 있다. 토와의 요력의 속성은 흡수와 방출 및 제어인데 이를 통해 라이트세이버마냥 요력의 검날을 만들 수 있는 것. 또한 적의 요력을 버티기만 하면 자신의 요력으로 흡수할 수 있다

#### 필살기
- 창룡파 (蒼龍波)

셋쇼마루의 간판 필살기지만 딸이자 후계자 중 하나인 토와도 사용할 수 있다. 검날에서 뿜어져 나오는 푸른 빛의 섬광이 발생시키는 검압은 푸른 용처럼 적을 관통시킨다. 1기 24화에서 세츠나의 죽음으로 분노한 상태에서 즉석으로 쌍두룡의 형상을 한 창룡파를 사용한다.

## 무기

### 요도 키쿠쥬몬지 (妖刀菊十文字, 요도 국십문자/요도 국화십문자)
일본도 위주의 검술을 쓰는 토와의 주력 간판 무기이다. 카고메에게는 파마와 봉인의 활화살, 이누야샤에게는 철쇄아, 셋쇼마루에게는 폭쇄아, 모로하에게는 영력의 화살과 요도 쿠리카라마루, 세츠나에게는 카네미츠의 토모에가 있다면, 토와를 상징하는 무기는 이 일본도. 과거 센고쿠 시대 이전 무로마치 시대를 통치한 무로마치 막부 제12대 쇼군 아시카가 요시테루 (足利義輝)가 소유했던 검이라 한다. 아시카가 요시테루가 실제로 소지한 명도 모토치카츠쿠루 (本近造)의 별칭 후쿠오카쥬몬지 (福岡十文字)에서 유래한 것으로 보인다. 현대로 온 지네요괴와의 싸움에서 검신이 부서졌지만 토와의 눈 족에 봉인된 하얀 무지갯빛 진주가 밖으로 나와 연계를 이뤄 검신을 대체할 검의 파동으로 검신을 대체해 싸운다. 검신이 부서진 뒤부터는 토와가 요기를 주입해 검날 형태로 활성화시켜서 싸우기 때문에 명도가 아닌 요도 국화십문자로 부르게 된다.
과거 16세기 일본을 통치한 무로마치 막부의 수장인 정이대장군의 검인 만큼 현대 일본에서는 어마어마한 역사적 가치와 지위를 갖는 귀중한 국보급 문화재라 하지만, 잡지식 전문가인 모로하가 자세히 감정하다가 검 무늬 형태가 다르다고 지적해 모조품인 것으로 판명되었다. 진품인 명도 키쿠쥬몬지는 따로 있는 듯. 일단 대외적으로 국보로 알려져 있기에 본래 대로라면 국립 박물관에 있어야 하지만 대대로 신사를 운영하는 히구라시 가문과 소타 본인의 힘으로 어떻게든 맡아 냈고, 검에 관심이 많은 토와가 자연스레 보관하게 된 것으로 보인다. 일개 지역에 있는 신사를 운영할 뿐인 히구라시 가문이 귀한 검을 맡아 두게 된 건 박물관 측에서도 모조품을 맡겨도 상관 없을 거라는 판단 때문인 듯하다.
2화에서 지네요괴와의 싸움 도중에 검신이 부서져 박살나는 바람에 검이라 부를 수 없는 고철덩어리가 되고 만다. 그 대가로 히구라시 가문은 박물관으로부터 막대한 손해배상 청구와 더불어 소송당할 위기에 놓였지만, 모에와 소타가 별 문제 삼지 않고 영구 대여하기로 마음 먹으면서 일단락되었다. 진품도 아닌 모조품이라서 박물관 측에서 크게 신경 쓰지 않을 수 있다. 다른 해결 방법이 있는데, 토와가 전국시대로 가지고 가서 토토사이나 다른 대장장이에게 부탁해서 수리하거나 복구해서 형태 변화와 파워 업을 거칠 가능성이 높다. 아니면 무로마치 시대에서 토와 일행이 진짜 아시카가 요시테루를 만나 국화십문자와 관련한 에피소드를 풀어갈 떡밥일 수 있다.
토와의 가장 소중한 보물이자 아이템이다. 아무도 없는 아파트 건물의 옥상으로 점프해 이 일본도를 손질하면서 내가 보낸 하루 중에서 이 때가 가장 평온한 시간이라 했을 정도이다. 반요의 힘을 쓸 정도의 싸움을 못하는 현대에 스트레스를 느껴 전국시대의 향수를 느끼고 싶을 때마다 국화십문자를 손질하면서 위로를 얻는다고 한다.

### 하얀색 무지갯빛 진주 (虹色の真珠)
토와의 오른쪽 눈에 봉인된 하얀색 빛을 내뿜는 무지갯빛 진주이다. 똑같이 대요괴의 피를 이은 두 요괴의 딸들이자 고귀한 신분을 가진 반요 공주들인, 야샤히메인 세츠나와 모로하도 금색, 빨간색 진주를 소유하고 있다. 전작의 키 아이템이었던 사혼의 구슬에 이은 본작의 핵심을 꿰뚫는 중요한 사물이다. 차이점이라면 만악의 근원으로 취급되고 주인공 일행에게 불행한 저주와 시련을 준 구슬과 달리 진주는 필요할 때마다 힘을 강화해 주고, 많은 용도와 범위 내에서 토와의 모험을 적극적으로 서포트해주는 유능한 보조 아이템이나,리쿠에게 빼았긴다.

#### 요기날 형성
토와의 막강한 요력을 검신이 박살나 쓸 수 없게 된 국화십문자에 최대 파워로 불어넣어 푸른빛 에너지로 이루어진 검날을 형성할 수 있다.

#### 천생아
1기 24화 때 아버지로부터 양여받았다.

#### 시간 이동
네노쿠비가 기생한 시대수에 진주를 접촉시키면 타임 포털을 개방하고 전국시대와 현대를 마음껏 오갈 수 있다. 카고메의 최후의 소원으로 영원히 소멸된 사혼의 구슬과 구슬의 상실로 뒤이어 시간이동 기능을 잃은 뼈 먹는 우물에 이은 토와만의 시간이동 아이템이다.

## 신분 및 가족 관계
- 전국시대의 개요괴 일가
  - 친조부: 개 대장 (이름 미공개)
  - 친조모: 이름 미공개
  - 친부: 셋쇼마루 (殺生丸)
  - 친모: 링
  - 쌍둥이 여동생: 세츠나
  - 숙부: 이누야샤 (犬夜叉)
  - 숙모: 히구라시 카고메 (日暮 かごめ)
  - 친사촌: 모로하 (もろは)
  - 숙모의 남동생: 히구라시 소타 (日暮 草太)
  - 숙모의 남동생 배우자: 히구라시 모에 (日暮 萌)
  - 숙모의 남동생과 배우자의 딸: 히구라시 메이 (日暮 芽衣)
  - 숙모의 할아버지: 히구라시 신관 (かごめと草太のお祖父さん)
  - 숙모의 어머니: 히구라시 주부 (かごめと草太の母上)
- 2020년 기준 레이와 시대 히구라시 가문

(카고메의 친정)
- - 양할아버지: 히구라시 신관 (かごめと草太のお祖父さん)
  - 양할머니: 히구라시 주부 (かごめと草太の母上)
  - 양고모: 히구라시 카고메 (日暮 かごめ)
  - 양고모부: 이누야샤 (犬夜叉)
  - 양고모의 시숙: 셋쇼마루 (殺生丸)
  - 양고모의 시숙의 배우자: 린(りん)
  - 양부: 히구라시 소타 (日暮 草太)
  - 양모: 히구라시 모에 (日暮 萌)
  - 양동생: 히구라시 메이 (日暮 芽衣)
  - 양사촌: 모로하 (もろは)

전국시대에서의 신분은 전설의 대요괴 셋쇼마루의 장녀. 4살 때 숲의 화재 사건으로 생이별하게 된 쌍둥이 자매이자 친여동생인 세츠나의 언니이다. 토와는 초반의 스토리에선 자기 혈통과 출생의 비밀에 관한 건 철저히 모르며 3화 <꿈나비 (夢の胡蝶)>에서 그의 냄새를 맡고 단번에 이걸 캐치한 모로하의 해설을 듣고서야 알았다. 전작 주인공이자 셋쇼마루의 이복 남동생 이누야샤는 토와의 숙부, 배다른 작은아버지, 동시에 양고모부가 된다. 토와는 두 사람의 친조카이자 히구라시 가문을 기준으로는 양조카가 된다. 이번 작의 주인공 3인방 중 한 명인 모로하와는 부계의 핏줄로 이어진 친사촌 자매이자 히구라시 가문을 기준으로는 양사촌 사이.
현대에서의 신분은 카고메의 친정인 히구라시 가문에 입적해 있다. 부계 상으로 카고메의 시조카이지만 모계 상으로는 카고메의 양조카이기도 하다. 카고메는 소타의 친누나로서 서로 남매지간이기 때문. 2020년 레이와 시대(令和時代)에서는 전작 주인공 히구라시 가문의 장남 히구라시 소우타(日暮 草太)와 바이올리니스트로 활동 중인 히구라시 모에(日暮 萌) 부부의 장녀이자 양녀인 히구라시 토와이다.
히구라시 신사의 관리자인 히구라시 신관의 양증손녀이자 히구라시 신사의 허드렛일과 가사일을 쭉 맡아온 히구라시 주부의 양손녀이다. 소타가 장성하고 신사 근처의 고급 아파트로 이사를 간 뒤로도 친정과 꾸준한 연락과 교류를 지속해서 가깝게 지내고 있다.
상단에 정리한 가계도만 봐도 알 수 있듯 토와는 친부의 가문과 작은아버지의 사돈 가문 양쪽 모두의 딸로서 가까운 인연을 맺고 있기에 가계도가 매우 복잡하다. 현대(2010년, 헤이세이 시대)로 시간이동하고 나서 숙모인 카고메의 동생 소타의 양녀로 법적으로 이름을 올려 카고메를 숙모인 동시에 고모로 두게 되면서 히구라시 가문을 기준으로 관계가 꼬일 대로 꼬여버렸기 때문이다.

## 외모 및 복장
앞머리에 빨간색 브릿지가 섞인 숏컷을 한 짧은 백발과 붉은색 계열의 자줏빛 홍채, 진한 굵은 눈썹과 날카롭고 선이 간 눈매와 어우러진 선 굵고 시원시원한 미모를 가진 여중생이다. 백발은 할아버지 투아왕과 아버지 셋쇼마루로부터 물려받은 것으로 붉은색 브릿지는 어머니가 물려준 산물로 보인다. 빨간색 리본을 매단 회색 블라우스 티셔츠 위에 걸친 하얀색 연푸른색 중학생 교복이 토와의 표준 복장이다. 등하교 시에는 항상 하얀색 교복 바지를 착용하고 다닌다. 토와가 행동을 선호하는 활동적인 성격인 것도 있지만, 바람에 날아가거나 지나가다 걸릴 위험이 큰 치마보다 다리에 딱 붙는 바지가 싸움에 더 효율적이기 때문이다. 반요 야샤히메 시작 시점에서 새로 전학을 가게 된 여학교인 성 가브리엘 여학원에서도 바지를 고집하고 등교하고 있다. 세츠나와 모로하를 만나 시대수의 터널을 거쳐 전국시대와 현대를 오가는 모험을 할 때에도 주로 이 복장으로 돌아다닌다.
쌍둥이 자매인 세츠나와 늘 붙어다니던 전국시대의 4살 유년기에는 머리가 숏컷인 지금에 비해 약간 길었고 꽁지머리처럼 묶고 다녔으며 바지로 된 진분홍색 유카타를 입고 다녔다.

## 작중 행적

### 전국시대 기준: 토와와 세츠나의 출생 (현대 기준 2006년 (헤이세이18년))
토와는 장로 무녀 카에데의 마을에서 셋쇼마루와 링이 관계를 맺어 낳은 쌍둥이 딸들 중 장녀이자 언니로 태어났다. 그런데 모종의 이유로 갓 태어나자마자 셋쇼마루에 의해 세츠나와 함께 포대기에 싸여 안긴 채 어딘가로 날아갔다.
셋쇼마루가 딸들을 데리고 간 모습이 카에데가 쌍둥이들을 본 마지막 순간이었고, 약 10년 뒤, 쌍둥이 중 둘째인 세츠나가 험하게 자란 것 같은 모습으로 셋쇼마루의 개털을 두른 채로 갑자기 나타나 "자격 시험 삼아 앞으로 이곳에 신세 지겠다."고 카에데의 집으로 돌아왔다. 카에데는 험하게 자란 것 같은 세츠나의 차가운 표정과 꾀죄죄한 차림, 대개 강함을 추구하는 요괴의 특성을 토대로 셋쇼마루는 새끼를 절벽 아래로 굴러뜨려 기어올라온 새끼만을 받아들이는 사자와 비슷하게 딸들을 매섭게 훈련시켰고, 그 과정에서 첫째 토와가 죽고 둘째 세츠나가 살아남아 자격 시험으로 여기로 온 게 아닌가 하고 설을 풀었다.

### 0 ~ 4세: 쌍둥이 동생 세츠나와의 평화로운 삶 (현대 기준: 2010년 (헤이세이 22년))
4년이 흘렀고 유일무이한 혈육이자 쌍둥이 동생 세츠나와 함께 깊은 산골의 강변과 숲, 산을 누비면서 자유롭게 성장했다. 이 시절 토와와 세츠나는 친부모의 존재를 모르거나 혹은 무언가의 개입으로 기억 못하고 있었다. 세츠나와 함께 개처럼 허리를 숙이고 혀에 강물을 대어 마시거나 이 나무 저 나무를 자유롭게 타고 다니며 항상 서로를 아끼고 사랑했다. 그러던 어느 날, 평화롭고 살아가던 자매의 행복을 송두리째 무너뜨린 사건이 일어난다. 토와와 세츠나는 예전에 카고메와 이누야샤가 토벌한 네노쿠비의 잔해가 기상한 '시대수'가 위치한 숲 속의 한 나무 밑을 터로 잡아 곤히 잠들어 있었다. 잠드는 와중, 정체불명의 원인으로 숲 전체에 거대한 불길이 휩싸여 화재가 일어났고, 불 냄새를 맡고 잠에서 깬 토와는 얼른 세츠나를 깨워 불 번진 숲에서 빠져나갈 출구를 찾았다. 하지만 불길의 세기는 자매가 감당할 수 없을 정도로 점점 높아져 가고, 설상가상으로 불이 붙은 나뭇기둥이 토와의 머리 위로 떨어지자 위협을 감지한 세츠나가 언니를 앞으로 밀쳐 떨어진 나무를 경계로 자매는 갈라지게 된다. 토와는 세츠나의 이름을 외치며 나무에도 올라타 화재 속에서 동생의 행방을 찾았고, 세츠나도 언니를 외치면서 자매는 필사적으로 서로 찾아다녔지만, 서로를 외칠 수만 있을 뿐 다시는 만날 수 없었다. 그렇게 맥 없이 세츠나의 이름을 외치던 토와의 왼쪽 눈에 숨겨진 보옥의 빛이 퍼지더니 그 빛에 반응한 네노쿠비가 토와의 힘을 빨아들이기 위해 차원의 구멍을 개방해 그를 빨아들인다. 시대수의 터널에 내뿜는 거센 풍압에 발의 균형을 잃고 끌어당긴 토와는 마지막까지 세츠나를 부르짖으며 시대수의 터널 속으로 빨려들어가고 만다.

#### 히구라시 토와: 히구라시 가문에 양녀로 입적하다.
시대수의 터널 안으로 빨려들어간 지 몇분이 지나 눈을 떴을 때 토와는 한 신사 건물의 동일한 고목이 있는 장소로 떨어져 있었다. 자신이 지금 어디 있으며, 세츠나 또한 어디 있는지 아무것도 알 수 없어 평정심을 누르지 못한 토와에게 늙은 고양이 부요와 전작 주인공 히구라시 카고메의 남동생이자 이제 성인이 된 히구라시 소타가 다가온다. 토와가 떨어진 곳은 헤이세이 시대의 일본으로 히구라시 가문이 대대로 대를 이으며 관리하던 신사였고, 토와 옆에 있는 고목이 바로 토와가 타고 넘어온 네노쿠비의 시대수와 동일한 개체였다. 카고메  토와는 생판 누군지도 모르는 수상한 사람이 다가오자 처음엔 불안해서 뒷걸음칠쳤지만 소타는 안심시키려고 노력하며 혹시 고아니, 집이 어디 있냐고 묻는다. 토와는 차분하게 묻는 소타를 보고 뭘 말해야 할지 망설였고, 소타는 이세계에서 온 듯한 토와의 분위기와 복장을 살펴 보다가 어릴 때 형처럼 따르던 이누야샤처럼 먼 과거에서 온 반요인 걸 단번에 직감하고 "보아 하니, 넌 먼 곳에서 왔구나."라고 이해해 준다. 토와는 소타의 인상을 보고 그에게 왜인지 편안히 믿을 수 있다는 안도감과 신뢰 비슷한 감정을 느꼈고, 같이 실종된 세츠나를 찾아달라고 부탁한다. 그렇게 소타와 손을 잡고 필사적으로 세츠나를 부르며 찾아다녔지만, 현대 시점에서 과거에 있는 세츠나를 찾는 것은 불가능한 일이었기에 곧 포기하고 말았다.
세츠나가 있는 전국시대로 회귀하는 경로나 방법을 모르고 머무를 곳도 잃은 토와는 아무것도 모르는 낯선 현대 사회에 고립될 위기를 맞이한다. 그의 사정을 알고 입양을 결심한 소타의 도움으로 히구라시 가문의 양녀로 입적하게 되고 이 때부터 히구라시 소타와 히구라시 모에 부부의 장녀 히구라시 토와 (日暮 永久)라는 사회적 신분과 법적 이름을 얻고 살아가게 된다. 요괴나 신비한 기운을 포용하는 성격이 강한 소타가 토와가 지닌 반요의 힘을 깨닫고 그 힘을 다른 사람들 앞에서 쓰지 말라고 신신당부하고 스스로 잘 클 수 있도록 이끈 덕에 토와는 갑자기 바뀐 시대에서도 제대로 적응해 나갔다. 한 편 마음이 가는 대로 자유롭게 요괴와 싸울 수 있는 전국시대와 달리 사회적 신분과 평판이 중요하게 작용하는 평온한 현대 사회의 테두리에 압박과 불만을 느끼며 스트레스를 해소할 수 있는 싸움의 쾌락에 흥미를 붙이게 된다.

### 초등학교 - 중학교 - 성 가브리엘 여학원 입학 (레이와 시대2년)
초등학교 시절, 괴롭힘당하는 한 아이를 다른 불량한 가해자로부터 지켜주려다가 싸움이 터져 그 가해자를 맨주먹을 팬 것을 계기로 싸움에 대한 호승심이 생겨났고, 그 때부터 불량 학생들과 양아치들 쪽이 먼저 시비를 걸면 앞뒤 안 가리고 주먹 싸움을 벌여 압도적인 반요의 힘과 현대의 대회에서 수많은 상을 입상하며 다져둔 최강급 무술 실력으로 압도적으로 처발라버렸다. 그리고 싸우기에 더 적합하다는 이유로 교복을 입을 때 하의는 치마가 아니라 바지를 입고 다녔다. 먼저 시비 건 양아치들과 치고 받고 싸우는 일상을 변함 없이 반복하다 보니 토와는 다니던 학교에서 문제아로 찍혀 퇴학당해 몇번이나 학교를 전전해야 했다. 그에 따라 소타는 토와가 퇴학당할 때마다 새로 다닐 다른 학교들을 알아보고 입학허가서에 서명하는 고생을 떠안게 되었다.
현대에서 살아간 지 10년이 흘렀고, 14살 중학교 2학년이 된 토와는 싸움과는 상대적으로 거리가 멀고 같은 여성들과 단합을 이룰 수 있는 여학교인 '성 가브리엘 여학원'으로 전학을 간다. 성 가브리엘 여학원으로 등교하는 첫 날부터 계속 고수해온 바지 교복을 유지한다. 아침부터 소타로부터 남여공학이 아닌 여학교로 나가는 건데 또 학교 밖 불량배들과 싸울 생각이냐며 걱정 섞인 꾸중을 듣지만, 여느 때처럼 별로 신경 쓰지 않고 등굣길에 나간다. 그런데 학교로 오르는 길에 퇴학 이전부터 토와와 깊은 악연을 쌓은 양아치들이 그 앞을 막아섰고, 도전장을 내민다. 대요괴의 피를 이은 반요인 토와 입장에서는 상대라고 부를 가치도 없을 정도로 하나 같이 약해 빠졌고 허세와 만용만 부리는 조무래기보다도 못한 쓰레기이었지만, 오는 싸움은 절대 피해가는 법이 없는 토와는 단호한 표정으로 수락하고 받아들인다. 인적이 드문 강가에서 터를 잡아 양아치들과 한 판 맞짱을 뜨지만 결과는 당연하게도 초인적인 반요의 힘과 특출난 무술 실력을 갖춘 토와가 압승했다. 양아치들이 기세 좋게 주먹을 날리며 덤벼올 때 엎어치기로 날려 버리고 나머지 녀석들은 거뜬하게 맨주먹 한 방을 강타해 쓰러뜨렸다. 다른 사람들 앞에서 반요의 힘을 사용하지 말라는 소타의 당부와 싸움 후 살인은 절대 용납하지 않는 현대 사회의 법칙을 명심하고 있었기에 양아치들은 간단히 제압만 하되 그 이상의 상처는 입히지 않았고, 또 다시 등굣길로 떠난다. 애당초 호각을 이룰 수 없는 약해빠진 양아치들과 치고 받는 일상만으로는 토와는 스트레스를 풀 수 없었다. 한창 혼란으로 가득 찬 시기라 인간이든 요괴이든 명분이 있는 어떤 싸움을 해도 허용이 되는 전국시대와 달리 남이 세운 사회의 법규와 구속, 성 역할을 우선시하는 현대에 크나큰 불만을 품었고, 자신이 어떤 학교로 가던 간에 별반 다르지 않는 삶을 살 게 뻔하다 생각해 새 학교 생활도 별로 기대하지 않고 있었다. 학교를 가다가 다른 것에 한 눈이 파는 바람에 성 가브리엘 여학원에 처음 등교했을 때는 이미 해 지는 저녁이었고, 토와의 담임인 키린 오사무와 교무실에셔 면담하는 상황에 첫 날부터 부모님이 교무실로 소환될 뻔한 위기를 겪어 이를 어찌 하면 좋냐고 난감한 표정을 짓는다. 영문 담당 교사인 키린 오사무가 "이번 한 번만 봐줄 테니 다음부터는 조심하세요."라고 넘어가주자 아무 문제가 없었던 것처럼 하교할 수 있었다.

## 인간 관계

### 세츠나
4살 때 생이별하고 10년 만에 재회한 가장 사랑하는 소중한 쌍둥이 여동생이다. 평온한 현대 생활과 문물에 익숙해져 전국시대의 향수를 조금씩 잊어가던 토와가 선명히 기억하는, 단 하나뿐인 혈육이자 모든 걸 걸고서라도 함께 하고픈 소중한 가족이다. 친부모를 기억 못해도, 세츠나와는 4살부터 줄곧 붙어다니는 다정한 자매였다. 언제나 떨어지지 않고 자매끼리 산을 누비면서 평화로운 시간을 보냈지만, 정체불명의 원인으로 잠자던 산에 화재가 일어나고 세츠나는 떨어지는 나무의 화재로부터 언니를 지키기 위해 밀쳐서 떨어지게 된다. 화재의 불길 속에서도 토와와 세츠나는 서로 다시 만나려고 노력했지만, 토와는 오른쪽 눈에 있는 무지갯빛 진주와 시대수의 연쇄 반응에 의해 현대로 빨려들어가 10년 간 생이별하게 된다.
그러다 10년 후, 시대수의 터널이 또 다시 개방되자 마침내 재회하지만, 이미 세츠나는 산불 사건 이후 꿈나비에게 기억을 빼앗긴 채로 험하게 살아 언니를 기억 못하고 있고, 토와가 언니라고 말해도 믿어 주지 않고 적대한다. 그럼에도 토와는 하나뿐인 혈육인 세츠나를 끝까지 아끼고 사랑하며, 모로하를 통해 세츠나의 상황을 알고 함께 있어주지 못한 것에 대해 큰 죄책감을 품고 기억을 되찾기 위한 여정을 시작한다. 초면에는 토와를 망각하고 있었기에 쓰러뜨러야 할 적으로 간주하고 공격했지만, 언니를 향한 메이의 외침을 계기로 심경의 변화를 보이고 1주일 간 소타네 아파트에서 거주하는 기간 동안 유대를 쌓아 토와에게 마음을 열게 된다. 그리고 4화 시대수의 정령이 푼 네노쿠비와의 싸움 속에서 동요하던 토와에게 망설임을 버리라고 외쳐 전의를 다잡고 싸우게 만들어 시간이 지날수록 확고한 신뢰를 보여준다.

### 모로하
친사촌이자 양사촌이다. 두 사람 모두 친부모의 존재와 정체를 모르거나 기억을 잃은 상태인 건 마찬가지라 초반만 해도 서로가 사촌임을 모르고 있다. 네노쿠비가 개방한 시대수의 터널에 빨려들어 현대의 히구라시 신사에서 처음 만나게 되었다. 사교성이 뛰어나고 비글미 넘치는 명랑한 모로하 쪽이 먼저 토와에게 반갑게 인사하며 접근해서 관계의 시작은 밝게 나아갔다. 그리고 토와의 냄새를 맡자마자 그와 세츠나가 셋쇼마루의 딸이라는 걸 단번에 파악해 알려 주거나 자매가 모르는 잡다한 지식과 정보를 알려주는 등 삼인방에서는 기억 상실로 인해 갈등과 마찰을 일으킬 때가 잦은 자매를 중재하는 분위기 메이커이자 작전과 계획을 세우는 참모와 해설역으로 활약 중.

### 시대수의 정령[4]
네노쿠비 (뿌리모가지 요괴), 무지갯빛 진주와 더불어 화재 사고에 처한 토와를 500년 후의 현대로 시간 이동시킨 장본인 중 하나. 토와가 세츠나와 모로하와 함께 다시 한 번 전국시대로 돌아온 시점부터는 본격적으로 뼈 먹는 우물에 이어 토와 일행의 '타임 포털'을 주관하는 역할을 맡게 된다. 시대수는 토와에게 시공에 간섭해 세계를 무로 되돌리려는 멸망의 길을 함께 한 키린마루와 셋쇼마루를 토벌할 것을 의뢰하지만, 아직 정확한 사정을 모르는 토와는 키린마루는 몰라도 가족인 셋쇼마루를 죽일 수 없다는 이유로 거절한다. 시대수는 야샤히메들의 강인한 마음을 인정하며, 앞으로 필요할 때마다 타임 리프할 수 있도록 묵묵히 도와준다.

### 링
토와와 세츠나의 친어머니. 토와는 세츠나와의 어린 시절만을 기억할 뿐, 친부모인 린을 단 한 번도 만나본 적도 인연이 없기 때문에 생물학적인 부분만 빼면 모녀 간의 정서적 유대와 인연은 전무하다. 현재는 시간이 멈춘 상태로 시대수 안에 봉인되어 있다.

### 셋쇼마루
토와와 세츠나 자매의 친아버지. 친부녀이지만 토와는 자신이 4살까지 세츠나와 함께 자연에서 살았던 시절만 기억할 뿐 아버지와 어머니에 대한 그 어떤 것도 알지 못하며 생물학적인 부녀 관계를 제외하면 어떤 관계나 유대도 전무하다. 쌍둥이 자매가 카에데의 집에서 태어나자마자 포대기에 싸서 어딘가 저 멀리 날아갔을 만큼 자신의 방식 대로 딸들을 아끼는 아버지였을 것으로 보인다. '가족'에 대한 온정이 강한 토와는 친아버지인 셋쇼마루와의 싸움을 거부하고 있어 일단 한 번도 만난 적 없는 남이지만 친아버지이기 때문에 가족으로는 여기고 있다.

### 이누야샤
토와와 세츠나의 작은아버지이자 히구라시 가문에 호적을 올린 시점부터는 동시에 양고모부가 된다. 인간과 대요괴의 혈통을 이은 호승심 강하고 상냥한 대반요라는 공통점이 있는 것 말고는 토와는 이누야샤를 당연히 모르고 만난 적도 없다.

### 히구라시 카고메
토와와 세츠나의 숙모이자 동시에 히구라시 가문에 입적한 토와한테는 양고모가 된다. 토와는 셋쇼마루와 인간 어머니, 이누야샤와 카고메의 존재를 전혀 모르고 있다.

### 히구라시 가문

#### 히구라시 소타
토와의 양아버지. 토와에게 있어 '가족애'를 상징하는 가장 소중한 인물. 낯선 현대를 떠돌게 된 미아나 다름 없게 된 자신을 기꺼이 호적에 올려 양육에 대한 모든 사회적 책임을 지고 수십년 동안 가족이 되어준 은인이다. 소타와는 혈연과 무관한 부녀 간의 친밀한 유대를 형성했다. 셋쇼마루는 토와의 생물학적인 아버지지만 토와가 그를 잘 모르거나 기억을 잃어 부녀 간의 인연이나 유대가 전무하다. 그와 달리 어릴 때부터 전국시대 출신에다 자칫 감당도 못할 대형 사고를 일으킬 수 있는 야생동물이나 다름 없는 반요인 토와를 현대 사회에 잘 적응하도록 옆에서 이끌어주었다. 10년에 달하는 긴 시간 동안 함께 하며 긍정적인 가족애를 형성한 소타야말로 진정한 의미의 아버지이자 그것도 정서적인 유대감을 갖고 친근하게 부를 수 있는 '아빠'라 할 수 있다. 토와가 불량배들과 싸움을 일으켜 사방 곳곳에서 문제아 취급과 함께 학교를 전전하게 되자 걱정과 동시에 심한 스트레스를 받지만, 기본적으로 자신이 나서지 않아도 토와라면 알아서 잘 해결해 나갈 거라는 강한 신뢰를 갖고 있기에 크게 문제 삼지는 않고 있다. 토와도 편안하게 소타를 '소타 파파'라 부르며 늘 자신을 거두어들인 그에 대한 깊은 애정과 고마움을 드러낸다.

#### 히구라시 모에
토와의 양어머니. 소타와 함께 토와를 히구라시 가에 양녀로 입적시킨 후 10년 동안 함께 지내며 아낌 없이 보살펴 왔다. 현대에서 길을 잃어 방황할 뻔한 토와를 거두고 밝고 긍정적인 인간관계와 정서를 쌓아 토와에게 좋은 영향을 끼쳤기에 생물학적인 어머니가 아니라도, 그에게 있어  진정한 어머니이자 친근하게 다가갈 수 있는 '엄마' 같은 인물이라 할 수 있다. 구성원 한 명 한 명이 뼛속까지 선량하고 포용적인 사람들로 가득 찬 시가인 히구라시 가문 일원들과 대등할 정도로 요물에 대한 강한 포용력을 갖추었으며, 도량이 넓은 대인배. 모에는 토와를 자식처럼 아끼고 사랑하며 긍정적인 관계를 맺고 있다. 특히 모에는 소타를 통해 토와가 요괴의 자식이고 알게 되어도 딱히 중요할 게 없다는 듯 소탈하게 웃어넘겼다. 세츠나와 모로하까지 난입해 어쩔 수 없이 고급 아파트에 신세 지게 되자 미소 지으며 토와의 방에 셋이서 묵을 수 있도록 기꺼이 허락한다.

#### 히구라시 메이
토와의 가장 소중한 양동생이다. 전국시대의 삶을 까마득한 꿈으로 여겨도 세츠나와의 추억만큼은 생생히 기억하던 토와도 메이를 볼 때마다 세츠나가 연상돼서인지 소중히 여기고 있다. 토와의 입장에서는 전국시대의 동생이 세츠나라면 현대의 동생은 메이라 할 수 있다. 모에와 소타의 친딸이자 8살 초등학생인 히구라시 메이를 6살 때부터 양동생으로 두고 있다. 메이는 밝고 명랑하며 머리가 똑똑하고 재능과 끼가 넘치는 순수한 여자아이로 토와를 졸졸 따라다니며 언니처럼 존경한다. 토와가 툭하면 싸움을 일으켜 여러 학교에서 퇴학당하고 전학을 반복할 때마다 굉장히 걱정한다. 전작에서 아빠 소타가 했던 것처럼 주인공을 따르고 걱정하는 귀여운 동생 포지션 역할이다. 마치 어릴 적 소타와 이누야샤의 관계와 비슷한데, 아버지 소타도 초등학생 때 난생 처음 보는 전국시대의 반요이자 누나의 연인, 친구이자 훗날 매형이 되는 이누야샤를 존경하며 형처럼 따랐었다. 토와뿐만 아니라  또 다른 양언니인 동시에 사돈인 세츠나와 고종 사촌 언니 모로하까지 한 식구로 합류하자 크게 기뻐한다. 메이도 히구라시 가문의 공통적 특징인 "요물에 대한 강한 포용력"을 지녀 반요인 이들을 아무렇지도 않게 대하고 스스럼 없이 어울려지내는 것으로 볼 수 있다.